# Vivica A. Fox
Vivica Anjanetta Fox (ur. 30 lipca 1964 w South Bend) – amerykańska aktorka i producentka filmowa i telewizyjna pochodzenia afroamerykańskiego i indiańskiego.

## Życiorys

### Wczesne lata
Urodziła się w South Bend w stanie Indiana jako córka Everlyeny, techniczki farmaceutycznej, i Williama Foxa, administratora szkoły prywatnej. Wkrótce po jej urodzeniu, jej rodzice przenieśli się do Indianapolis w Indiana. Ukończyła Arlington High School w Indianapolis (1982) i Golden West College w Huntington Beach w Kalifornii (1988).

### Kariera
Trafiła na mały ekran w reklamie kremu Clearasil. W 1988 przyjęła swoją pierwszą rolę jako Carmen Silva w operze mydlanej NBC Dni naszego życia. Rok później zadebiutowała na kinowym ekranie jako prostytutka w biograficznym dramacie wojennym Olivera Stone’a Urodzony 4 lipca (Born on the Fourth of July, 1989) z Tomem Cruise. Powróciła na szklany ekran w roli Emily Franklin w pilocie sitcomu ABC Living Dolls (1989), spin-off Who’s the Boss?, ale w kolejnych odcinkach została zastąpiona przez Halle Berry. Następnie trafiła do opery mydlanej NBC Pokolenia (Generations, 1989–1991) jako Maya Reubens.
W latach 90. gościła też w serialach: Bajer z Bel-Air (1991), Beverly Hills, 90210 (1991), Matlock (1993) i Kolorowy dom (1999). W operze mydlanej CBS Żar młodości (1994–95) grała postać Stephanie Simmons. Znalazła się w obsadzie dramatu wojennego Czarna eskadra (1995) u boku Laurence’a Fishburne’a, Cuby Goodinga Jr. i Courtneya B. Vance’a oraz komedii Chłopaczki z sąsiedztwa (1996) u boku Shawna Wayansa, Marlona Wayansa, Keenena Ivory’ego Wayansa i Omara Eppsa. Za kreację Jasmine Dubrow, tancerki erotycznej, dziewczyny Steve′a (Will Smith), w filmie fantastycznonaukowym Rolanda Emmericha Dzień Niepodległości (Independence Day, 1996) została uhonorowana MTV Movie Award w kategorii „Najlepszy pocałunek” z Willem Smithem i nagrodą SciFi Universal dla najlepszej aktorki drugoplanowej.
Po występie w dramacie sensacyjnym Desperatki (Set It Off, 1996) jako Francesca „Frankie” Sutton z Queen Latifah i Jadą Pinkett Smith, komedii Podryw (Booty Call, 1997) w roli Lysterine u boku Jamiego Foxxa, filmie Joela Schumachera Batman i Robin (Batman & Robin, 1997) jako panna B. Haven z George’em Clooneyem i Chrisem O’Donnellem, wcieliła się w biblijną postać królowej Saby w telewizyjnym filmie RAI Salomon (Solomon, 1997) z Benem Cross (w roli Salomona). Za rolę Maxine w komediodramacie George’a Tillmana Jr. Przepis na życie (Soul Food, 1997) otrzymała nagrodę na American Black Film Festival oraz była nominowana do NAACP Image Awards i MTV Movie Award w kategorii „Najlepsza aktorka pierwszoplanowa”.
Zagrała Elizabeth 'Mickey' Waters, jedną z trzech żon idola nastolatek lat 60. Frankie’go Lymona, w filmie biograficznym Gregory’ego Navy Miłość jest dla głupców (Why Do Fools Fall in Love, 1998) z Halle Berry. Po udziale w komedii grozy Zręczne ręce (Idle Hands, 1999) jako Debi LeCure i czarnej komedii Kevina Williamsona Jak wykończyć panią T.? (Teaching Mrs. Tingle, 1999) jako panna Gold z Helen Mirren i Katie Holmes, wystąpiła w roli Faye Pridgeon w telewizyjnym filmie biograficznym MGM Television Hendrix (2000) o Jimim Hendriksie. Za postać Vernity Green / Jeanie Bell / Copperhead w filmie Quentina Tarantino Kill Bill (2003) zdobyła nominację do Czarnej Szpuli i BET Awards. Rola agentki FBI Nicole Scott w serialu Lifetime Poszukiwani (1-800-Missing, 2004–2006) przyniosła jej NAACP Image Awards (2006).
W 2008 otrzymała nagrodę Spirit na 18. Dorocznych Nagrodach Teatralnych NAACP za występ w sztuce Whatever She Wants. W 2010 wprowadził na rynek Vivica A. Fox Hair Collection, która oferuje peruki. Użyczyła głosu Angeli Dynamit i Cassidy Williams w dwudziestu odcinkach serialu animowanego Scooby Doo i Brygada Detektywów (2011–2013).

## Programy rozrywkowe
Brała udział w III edycji show Dancing with the Stars. Partnerował jej Nick Kosovich, zajęli 8 miejsce.

## Filmografia
- 1989: Urodzony 4 lipca (Born on the Fourth of July)
- 1995: Czarna eskadra (The Tuskegee Airmen)
- 1996: Chłopaczki z sąsiedztwa (Don't Be a Menace to South Central While Drinking Your Juice in the Hood)
- 1996: Dzień Niepodległości (Independence Day)
- 1996: Desperatki (Set It Off)
- 1997: Podryw (Booty Call)
- 1997: Batman i Robin (Batman & Robin)
- 1997: Przepis na życie (Soul Food)
- 1998: Miłość jest dla głupców (Why Do Fools Fall In Love)
- 1999: Zręczne ręce (Idle Hands)
- 1999: Jak wykończyć panią T.? (Teaching Mrs. Tingle)
- 2000: Hendrix
- 2001: Niefortunna zamiana (Double Take)
- 2001: Królestwo niebieskie (Kingdom Come)
- 2001: Gra dla dwojga (Two Can Play That Game)
- 2001: Mały sekret (Little Secrets)
- 2001–2006: On, ona i dzieciaki
- 2002: Juwanna Mann
- 2002: Statek miłości (Boat Trip)
- 2003: Kill Bill (Kill Bill: Vol. 1)
- 2003: Jedź lub znikaj (Ride or Die)
- 2004: Motyw (Motives)
- 2004: Ella zaklęta (Ella Enchanted)
- 2004: Wybuch (Blast!)
- 2004: Hair Show
- 2004: Kill Bill 2 (Kill Bill: Vol. 2)
- 2005: The Salon
- 2005: My Nappy Roots: A Journey Through Black Hair-itage (dokument)
- 2005: Przewrotne szelmy (Getting Played)
- 2006: Korpus weteranów (The Hard Corps)
- 2006: Natural Born Komics
- 2006: Citizen Duane
- 2007: Motyw 2 (Motives 2)
- 2007: Kickin' It Old Skool
- 2007: Father of Lies
- 2007: Three Can Play That Game
- 2008: Blondynka w koszarach (Major Movie Star)
- 2010: Caught On Tape
- 2015: Dobry, zły i martwy (4Got10)
- 2015: Sześć dróg do śmierci (6 Ways to Sundown) jako Veronica Smith
- 2015: Zła korepetytorka (The Wrong Tutor, TV) jako Carol, matka Erica
- 2019: Zły chłopak z sąsiedztwa (The Wrong Boy Next Door, TV) jako detektyw Watkins

## Teledyski
| Rok  | Tytuł                        | Artysta                 |
| ---- | ---------------------------- | ----------------------- |
| 1984 | „Meeting in the Ladies Room” | Klymaxx                 |
| 1985 | „Glow”                       | Rick James              |
| 1989 | „Perpetrators”               | Randy & the Gypsys      |
| 1991 | „Strictly Business”          | LL Cool J               |
| 1993 | „Papa’z Song”                | 2Pac                    |
| 1994 | „Honey”                      | Aretha Franklin         |
| 1996 | „You're Makin Me High”       | Toni Braxton            |
| 1997 | „Been Around the World”      | Puff Daddy & The Family |
| 1997 | „Big Bad Mamma”              | Foxy Brown              |
| 2000 | „As We Lay”                  | Kelly Price             |
| 2003 | „Girlfriend”                 | B2K                     |
| 2010 | „Do You Think About Me”      | 50 Cent                 |
| 2013 | „Age Ain’t A Factor”         | Jaheim                  |